# 간코마루
간코마루(観光丸)는 에도 막부가 최초의 보유한 서양식 목조 증기선이다. 1855년(안세이 2년), 네덜란드가 사용하던 ‘좀빙 호’(Soembing)를 빌럼 3세가 선물로 에도 막부에 기증한 군함이다. 나가사키 해군전습소에서 해군 장교 양성을 위한 연습선으로 사용되었다.

## 개요
1850년 네덜란드에서 건조가 시작되어 1853년에 완성되었다. 그 2년 후인 1855년 네덜란드 국왕 빌렘 3세가 13대 쇼군 도쿠가와 이에사다에게 선물로 준 일본 최초의 증기선이다. 이때 일본 측은 답례로 가노 다다노부(狩野雅信)나 가노 에토쿠(狩野永悳) 등 당대 최고의 어용화가들이 그린 황금 병풍 10쌍을 선물로 주었고, 대부분이 라이덴 국립 민족학 박물관에 현존하고 있다. 이듬해 ‘간코마루’(観光丸)로 개명하고 막부 해군의 연습선으로 사용되었다. 나가사키 해군전습소가 폐쇄된 이후 사가번에 위탁되어 사가 번의 미에츠 해군소(三重津海軍所)에서 운용되었다. 1865년에 ‘간코’(観光)로 다시 개명하였다. 1868년(메이지 원년) 메이지 신정부의 자산이 되었고, 1876년에 제적되어 해체되었다.

## 복제
1987년에 진수한 복원선이 현재 나가사키의 하우스텐보스에 취항하고 있다. 조선 국립 암스테르담 해양 박물관(Het Scheepvaartmuseum)이 소장한 설계도면과 모형을 바탕으로 네덜란드 하우스덴 시(후즈덴시, Heusden)에 있는 페로메 조선소(Verolme Scheepswerf Heusden)에 발주하여 당시의 모습에 가까운 형태로 복원, 건조가 이루어졌다.

## 제원

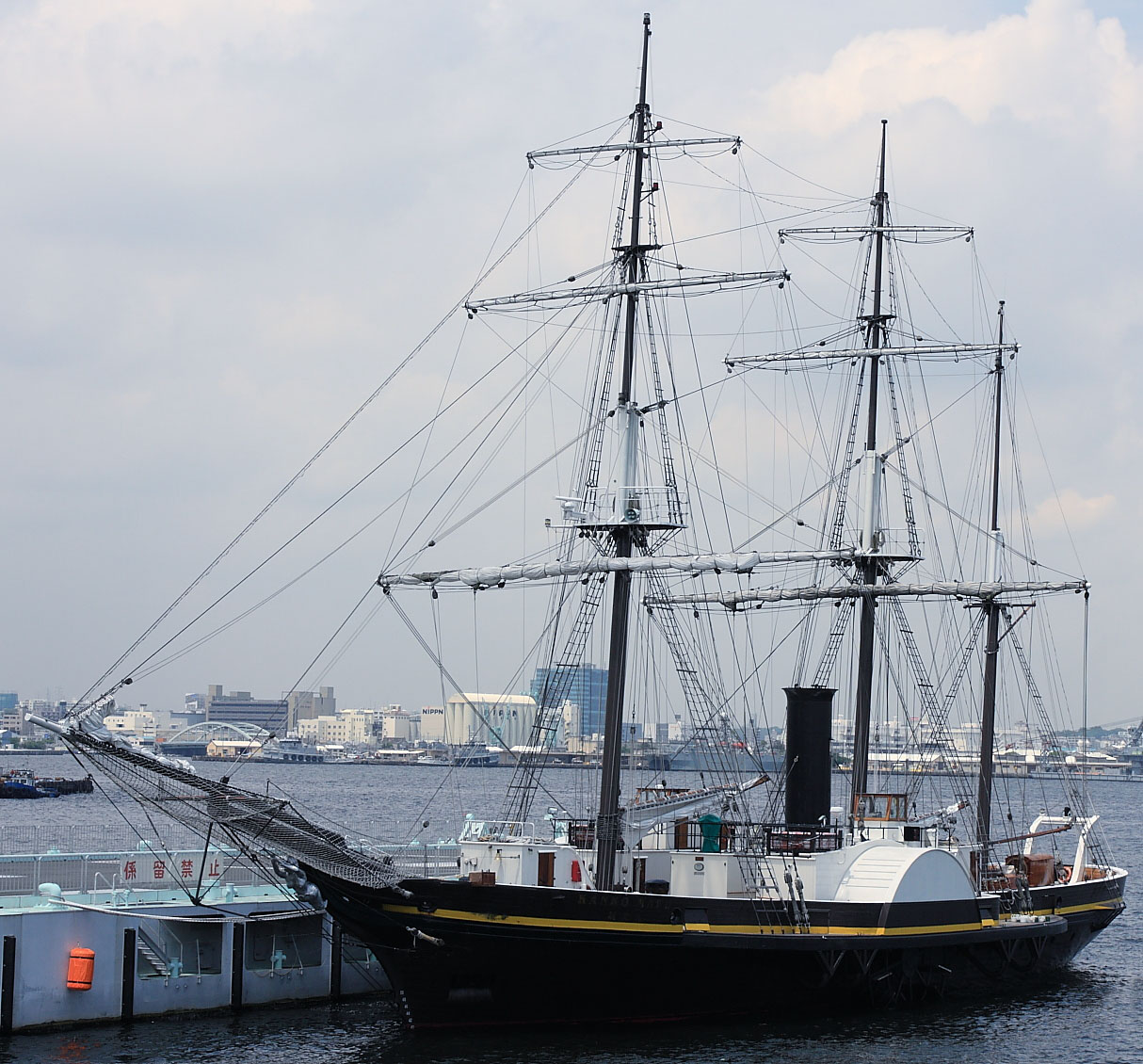
하우스텐보스의 간코마루(복제품)

- 배수량 : 400톤
- 전장 : 29칸(약 52.7m)
- 전폭 : 5칸 (약 9m)
- 추진 : 150마력
- 무장 : 대포 6문

## 같이 보기
- 간린마루